# دعا برای اوون مینی
«دعا برای اوون مینی» (انگلیسی: A Prayer for Owen Meany) نام هفتمین رمان جان ایروینگ نویسنده آمریکایی است که در سال ۱۹۸۹ منتشر شد.